# Utagawa Toyokuni
En aquest nom japonès, el cognom és Utagawa.
Utagawa Toyokuni (japonès: 歌川 豐國) (1769, Edo – 24 de febrer del 1825, Edo), sovint anomenat també Toyokuni I per diferenciar-lo dels membres de la seva escola que van assumir el seu goh (pseudònim) quan va morir; va ser un gran mestre d'ukiyo-e, conegut especialment pels seus gravats d'actors kabuki. Va ser un dels caps de la reconeguda escola Utagawa de xilografistes japonesos, i va ser qui la va dur a la posició de gran fama i poder que va mantenir durant la resta del segle xix.

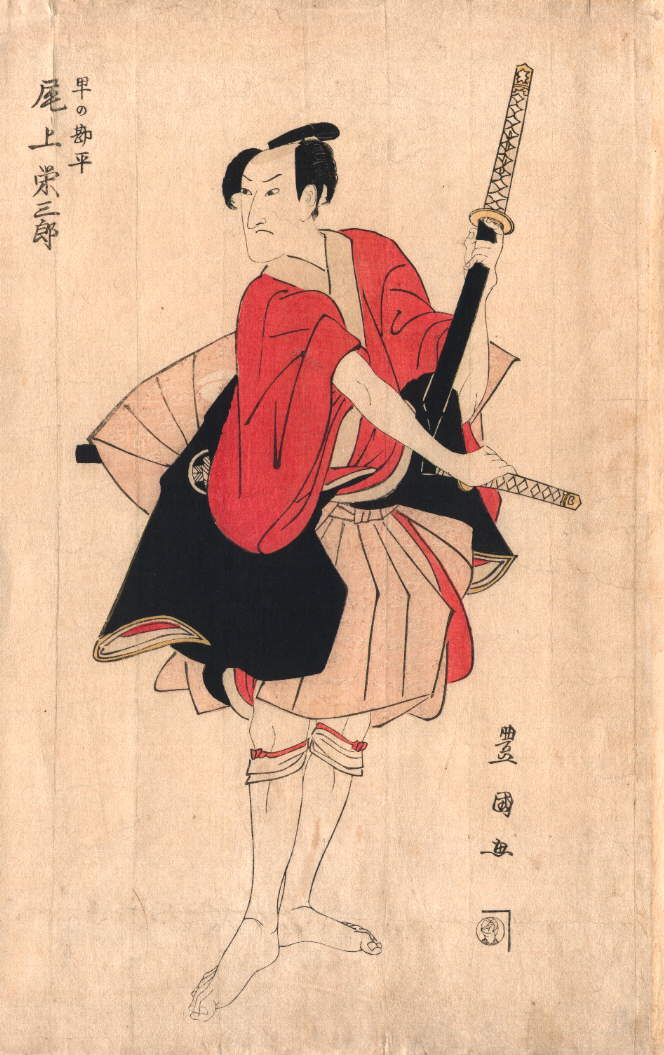
Onoe Eisaburo I; circa 1800

## Biografia
Va néixer a Edo, fill de Kurohashi Gorobei, un tallista de nines i titelles, incloses rèpliques d'actors kabuki. Quan tenia 14 anys, Toyokuni va passar a ser aprenent del primer cap de la casa Utagawa, Utagawa Toyoharu, a qui el seu pare coneixia bé i que vivia a prop. Un dels seus companys deixebles de Toyoharu era Toyohiro, el deixeble del qual va ser el gran artista paisatgista Hiroshige. En reconeixement de la seva habilitat artística, Toyokuni va prendre el nom d'Utagawa Toyokuni, seguint la pràctica comuna d'usar una síl·laba del nom del seu mestre.
Toyokuni no sembla haver estat un geni intuïtiu determinat a forjar un nou camí. Més aviat sembla haver estudiat amb deteniment aquells que el van precedir, especialment Utamaro, i amb un gran esforç i dedicació va desenvolupar primer una mestria, després una síntesi dels seus estils, i finalment va crear el seu propi estil.
Va ser conegut principalment pels seus gravats relacionats amb el teatre kabuki, en concret els seus retrats d'actors, un camp que ell va dur a un alt nivell, tot i que també va fer bijinga.

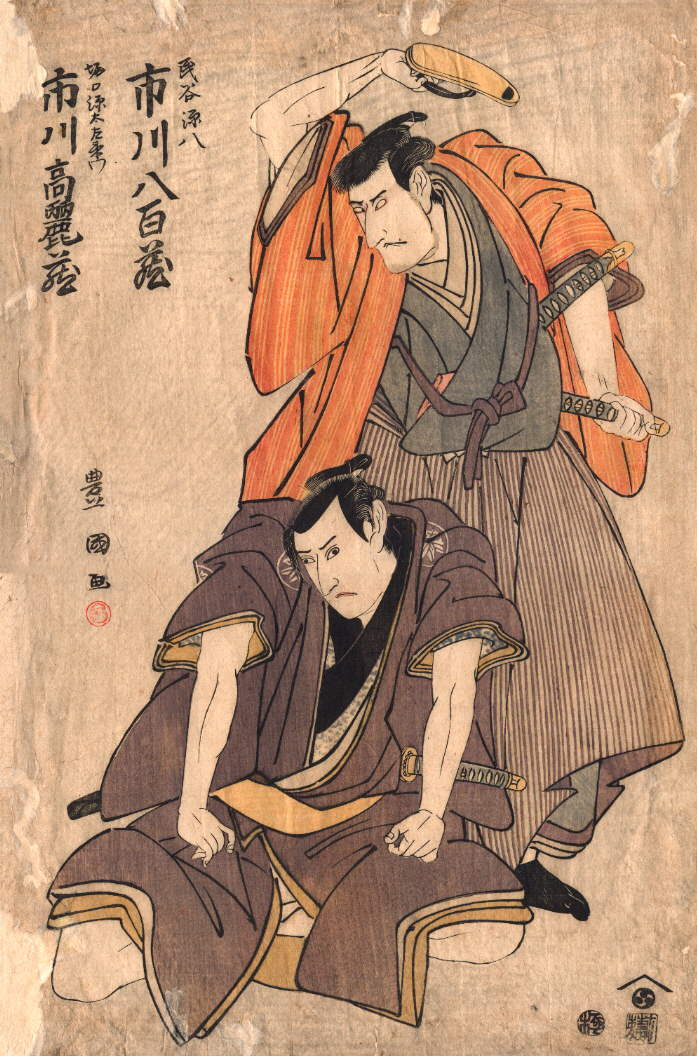
Ichikawa Komazo i Ichikawa Yaozo; circa 1800

En els seus gravats d'actors, com en els de Sharaku, veiem el subjecte real; però els seus gravats senzillament mostraven el que ell veia, a diferència de Sharaku, que exagerava aquells aspectes que a ell li semblaven clau. Es diu dels gravats de Toyokuni que recreen exactament el que es veuria a l'escenari: mostren als actors actuant, no simples retrats d'actors.
Aquestes característiques van fer que els gravats de Toyokuni fossin molt més populars que els de Sharaku entre la massa d'aficionats al teatre, tot i que la història ha acabat jutjant Sharaku com a l'observador més agut, i més gran artista.
Aquesta popularitat, però, pot haver estat en part la seva ruïna. Del 1803 al 1817, la seva obra es va tornar més estàtica, fins i tot a mesura que s'anava fent més popular. Va seguir produint grans quantitats de gravats, però la qualitat general no era la de la seva primera època, tot i que algun gravat d'aquest període mostra la seva antiga brillantor.
Va morir a Edo, envoltat per molts dels seus deixebles, el 1825, a l'edat de 57 anys.

## Deixebles

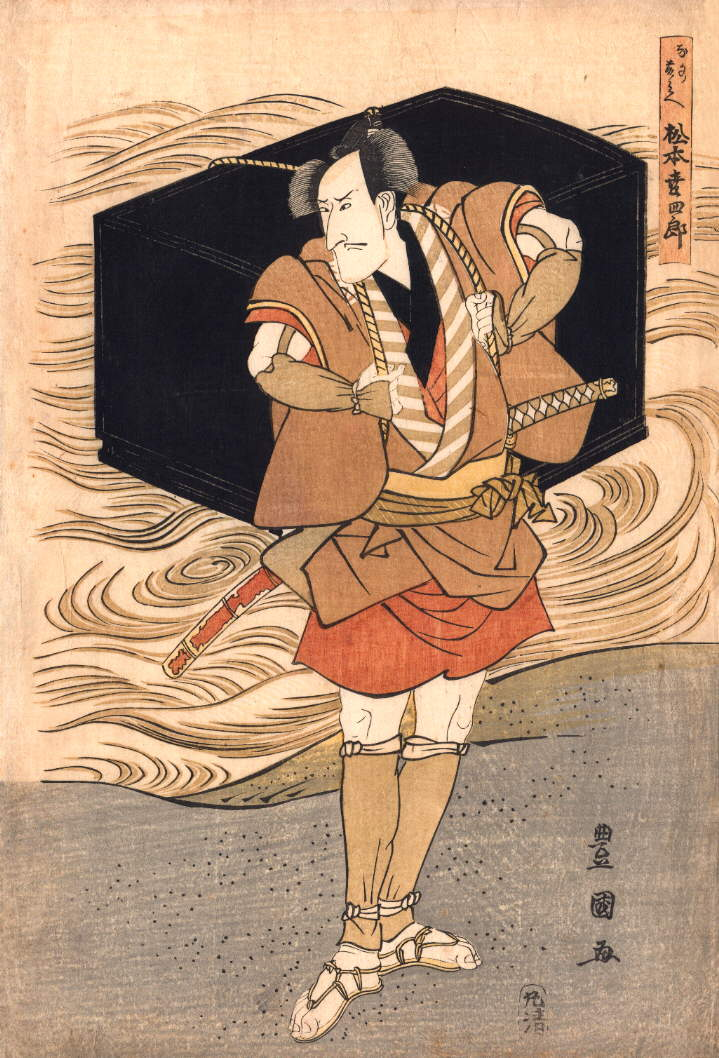
Matsumoto Koshiro V; circa 1800

Els dos principals deixebles de Toyokuni van ser el mestres xilografistes Kunisada i Kuniyoshi, però va tenir moltíssims alumnes a la seva escola. Efectivament, l'escola Utagawa va ser tan poderosa arran de l'època de Toyokuni que gairebé tots els gravadors japonesos de renom o bé tenien un d'aquests dos caràcters en el seu goh, o bé, com Yoshitoshi, eren alumnes d'algú que els tenia.
Quan va morir, el seu goh, "Toyokuni", el va començar a usar el seu gendre, Toyoshige, conegut per tant com a Toyokuni II. A partir de llavors, va ser transmès i usat per cada subsegüent cap de l'escola Utagawa. Per això, Kunisada és conegut també com a Toyokuni III.

## Observacions retrospectives
Les avaluacions d'ell com a artista estan una mica barrejades. De fet, es diu que ell mateix va dir una vegada:
"Els meus quadres són simplement una cosa que he dibuixat, i res més que això!"
Tanmateix, la seva obra va capturar el món que l'envoltava, en particular el teatre kabuki, amb gran claredat, i el seu estil anava un pas per endavant; a més, va tenir èxit comercial, i així va alliberar els gravats xilogràfics de molts dels cànons restrictius que havien limitat les anteriors generacions d'artistes.

## Sèries de gravats
Aquesta és un llista molt incompleta de les seves sèries de gravats, amb les dates:
- Vistes d'actors a l'escenari (ca. 1793)
- Esbossos de set elegants desplegaments de bellesa (ca. 1800)
- Vistes d'una elegant geisha en posats característics (ca. 1801)

## Imatges

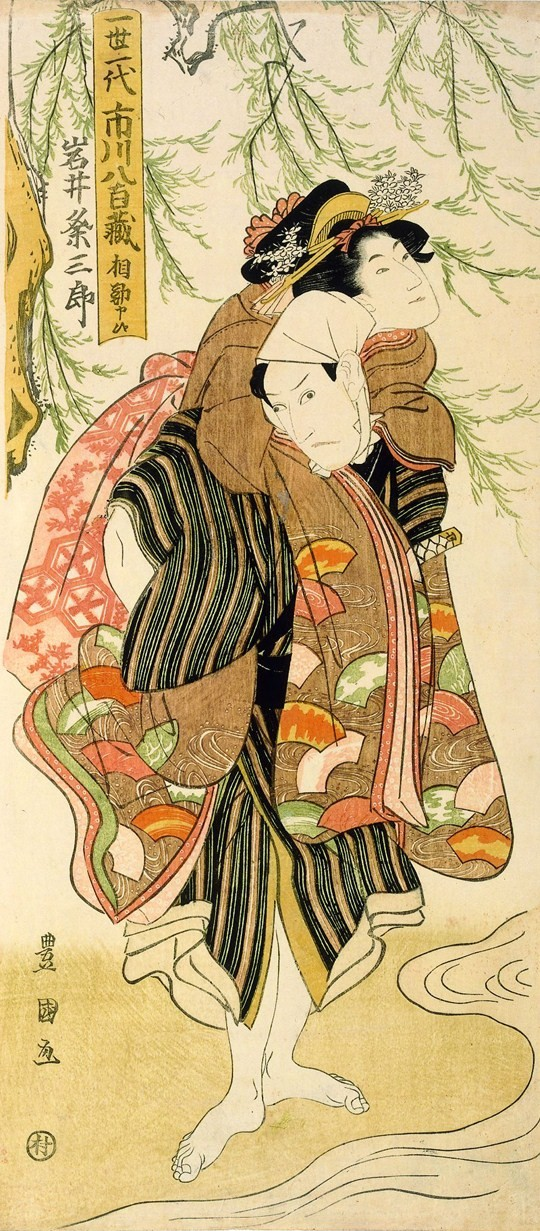
Actors kabuki, ca. 1800